# 모용엽연
모용엽연(慕容葉延, 309~351, 재위 329~351)은 4~6세기에 건립된 토욕혼(吐谷渾)의 3대 군주이자, 모용토연(慕容吐延)의 아들이다.

## 생애
서진(西晉) 성제(成帝) 함화(咸和) 4년(329) 모용토연이 강족(羌族) 추장 강총(姜聰)에게 칼에 베여 죽을 당시, 임종 시에 장남 모용엽연에게 백란(白蘭)을 보위할 것을 부탁하였다. 이후 모용엽연이 물려받았다. 그는 침착하고 학문을 좋아하며, 천지의 조화와 제왕들의 역대기를 묻길 좋아했다. 아버지의 복수를 다짐하였고 매일 강총의 모습을 풀로 만들고, 그것을 향해 울면서 활을 쐈다. 모용엽연은 사주(沙洲)에 모극천총부(慕克川總部)를 세우고 토연(吐延)을 씨(氏)로 하고 토욕혼(吐谷渾)을 자신의 성(姓), 족성(族姓) 및 국호로 하였다. 관제를 수립하여 장사(長史), 사마(司馬), 장군(將軍)을 만들었다. 재위기간은 329년에서 351년 사이이다. 아들 모용쇄해(慕容碎奚)가 즉위했다.

## 참고문헌
- 《中國大百科全書》
- 周偉洲，《吐谷渾史》，廣西師範大學出版社，ISBN 7563360441